# 檀特師
檀特师（?—?），北魏末年僧人，一名慧丰，不知何处人。
檀特师身为比丘，饮酒食肉，行无检制。语多奇异，预言则有应验。时人以为有奇。居武威，宇文仲和为凉州刺史，他看到凉州府库说：“何意畜他官马官物！”不久，朝廷令独孤信擒拿宇文仲和，宇文仲和身死，资财没官。宇文泰召至岐州，高欢攻玉璧，檀特师说：“狗岂能到龙门耶!”北齐军最终不至龙门而还。大统十七年（551年）春初，他戴着一布帽，宇文泰左右惊问。檀特师说：“你也戴，王也戴。”三月，西魏文帝崩。再戴一白绢帽，左右复问。檀特师说：“你也戴，王也戴。”未几，宇文泰夫人薨。后又戴白绢帽，左右复问。檀特师说：“你不戴，王也戴。”宇文泰第二子武邑公宇文震薨。其事验多如此也。俄而得病而死。

## 延伸阅读
[在维基数据编辑]
 《北史·卷089》，出自李延壽《北史》